# Diócesis de Tréveris
La diócesis de Tréveris (en latín: Dioecesis Trevirensis y en alemán: Bistum Trier) es una circunscripción eclesiástica de la Iglesia católica en Alemania. Se trata de una diócesis latina, sufragánea de la arquidiócesis de Colonia. Desde el 8 de abril de 2009 su obispo es Stephan Ackermann.

## Territorio y organización

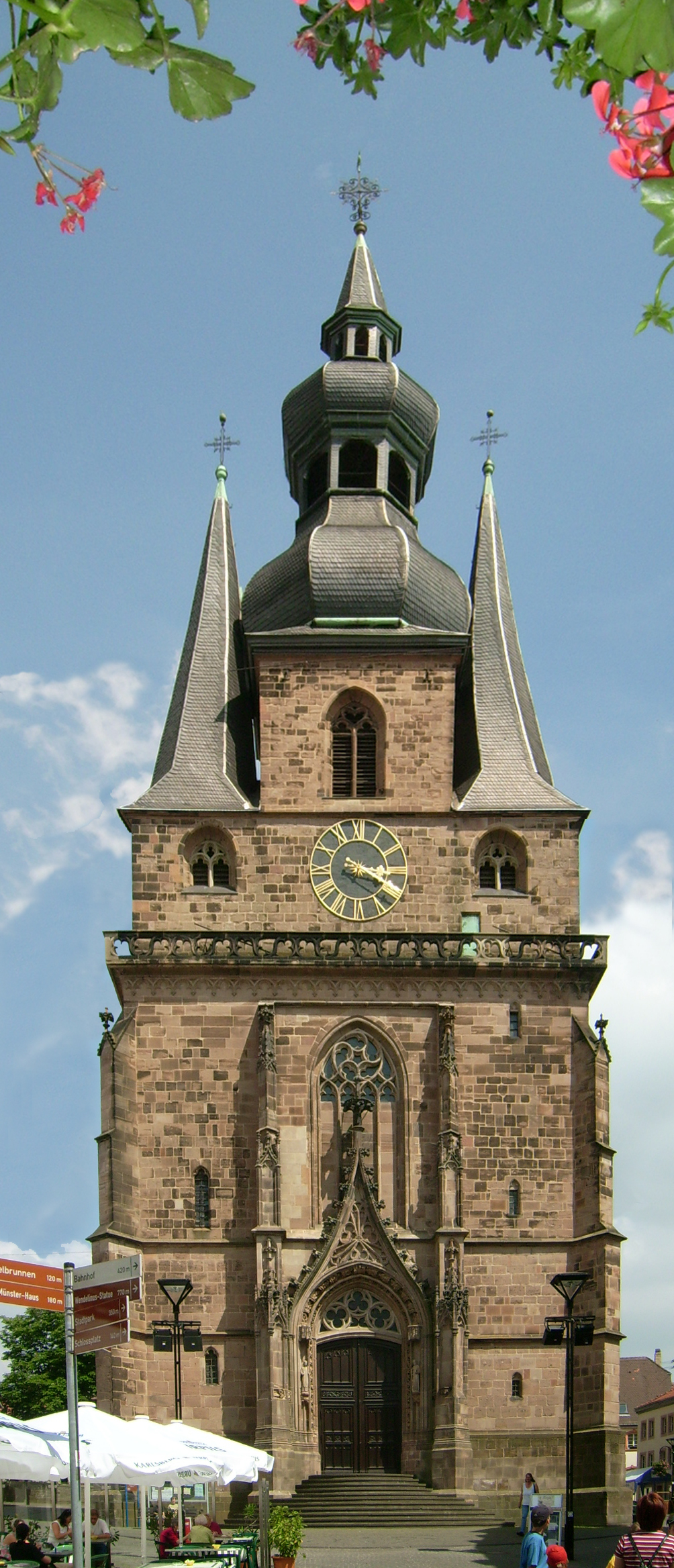
Basílica de San Wendelin, en Sankt Wendel

La diócesis tiene 12 870 km² y extiende su jurisdicción sobre los fieles católicos de rito latino residentes en el estado de Renania-Palatinado en las regiones administrativas de Coblenza y de Tréveris, así como el estado federado de Sarre (excluido el distrito de Saarpfalz-Kreis) y el enclave de Kirchen (Sieg). 
La sede de la diócesis se encuentra en la ciudad de Tréveris, en donde se halla la Catedral de San Pedro. En Sankt Wendel se encuentra la basílica de San Wendelin.

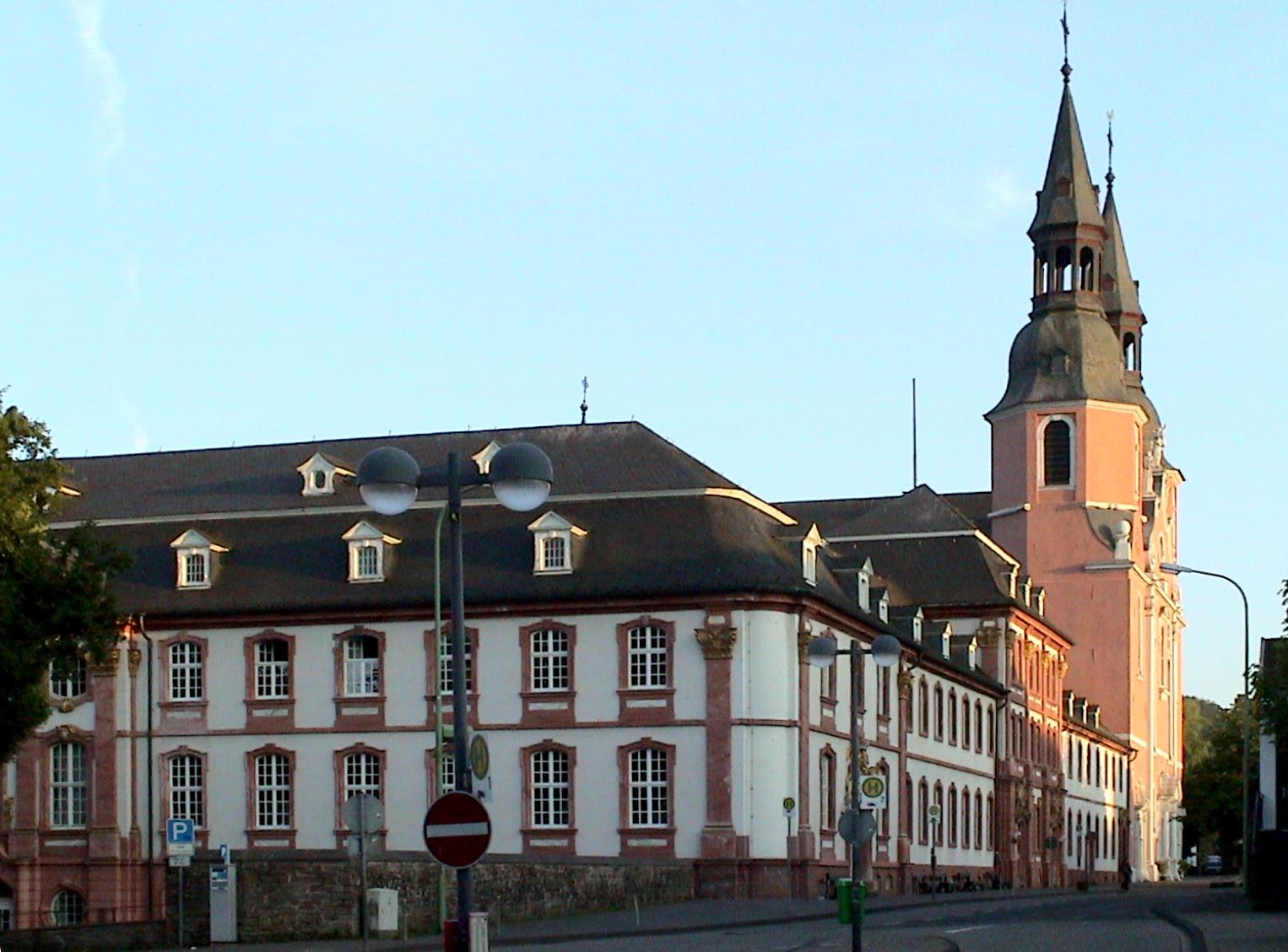
Abadía de Prüm

En 2023 en la diócesis existían 747 parroquias agrupadas en 35 decanatos.

### Instituciones
- Seminario episcopal de Tréveris (fundado en 1773)
- Instituto litúrgico alemán, en Tréveris.
- Catedral episcopal y museo diocesano de Tréveris.
- Facultad de Teología de Tréveris
- Academia católica de Tréveris
- Universidad católica de Mainz
- "Paulinus", periódico semanal de la diócesis de Tréveris.

### Santuarios
En Tréveris:
- Santa túnica en la Catedral de Tréveris.
- Tumba del apóstol Matías y las tumbas de los santos Eucario y Valerio en la abadía benedictina de San Matías (única tumba apostólica al norte de los Alpes).
- Tumbas de Friedrich Spee y de Wilhelm Eberschweiler en el Jesuitenkirche.
- Tumba del santo Simeón en la iglesia de San Simeón.
- Tumba del santo Paulino en la iglesia de San Paulino.
- Tumba de Jerome Jaegen en la iglesia de San Pablo.
- Tumba del Peter Friedhofen en la Maria Hilf-Kapelle.
- Tumba de la beata Blandine Merten en la Blandinenkapelle en el cementerio San Paulino.

Exterior de Tréveris:
- Tumba del santo Wendelin en la Basílica de San Wendelin, en Sankt Wendel;
- Tumba del santo Apolinar en la iglesia de San Apolinar, en Remagen;
- Tumba de la santa Oranna en la capilla de Santa Oranna, en Überherrn.

## Historia

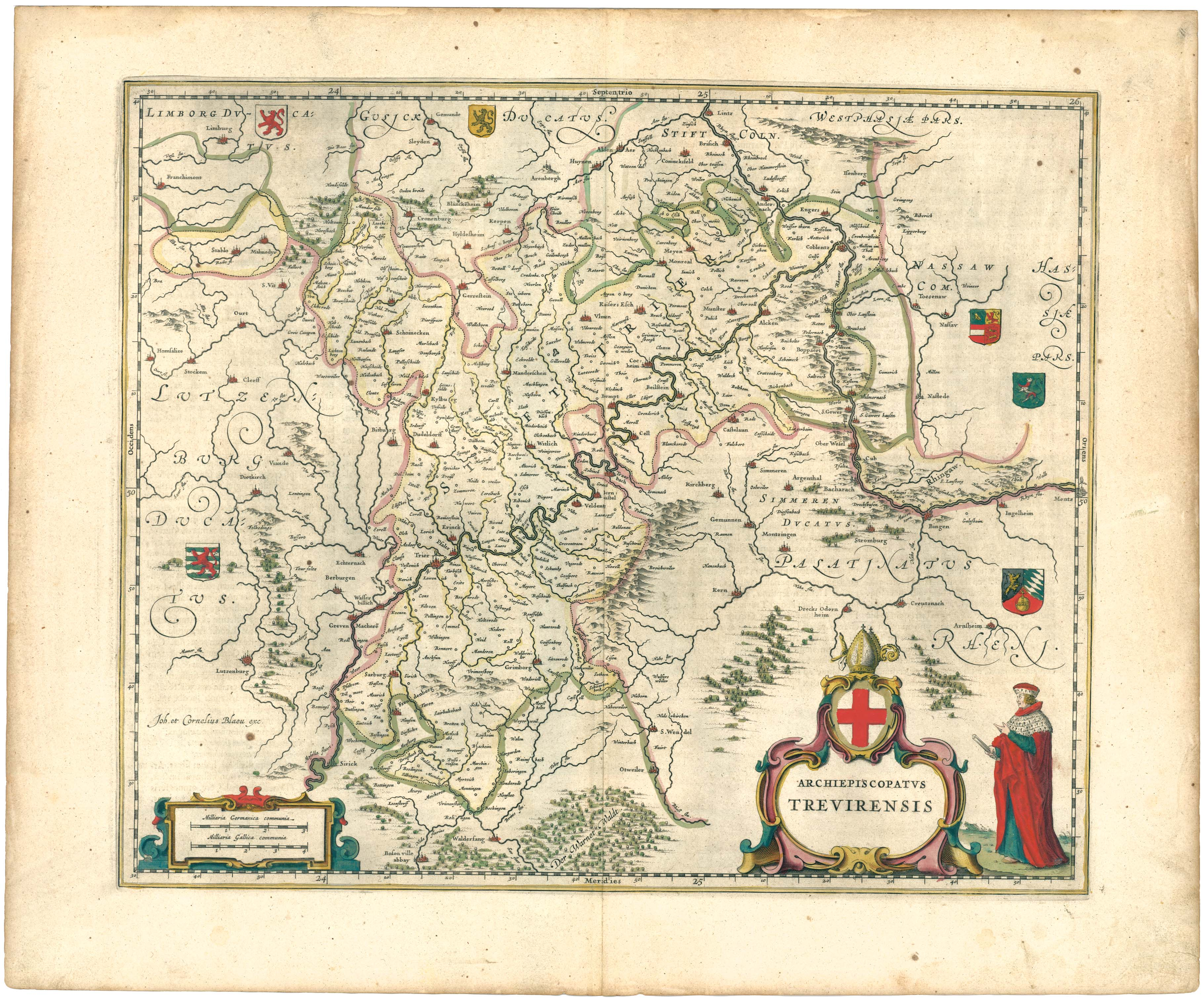
Mapa de la arquidiócesis de Tréveris en 1645

La sede del obispo de Tréveris en Renania-Palatinado es la más antigua de Alemania. Los obispos de Tréveris están documentados desde mediados del siglo III; los primeros son los obispos Eucherio y Valerio, también atestiguados por una inscripción de finales del siglo V. Los primeros obispos históricamente documentados son Materno, quien luego fue arzobispo de Colonia; y Agrizio, que participó en el primer Concilio de Arlés en 314.
Augusta Treverorum fue una civitas y capital de la provincia romana de Galia Bélgica I, como testifica la Notitia Galliarum de principios del siglo V. Con la afirmación de la organización eclesiástica, Augusta Treverorum, además de ser un importante centro administrativo de la región y capital del Imperio, se convirtió en la sede metropolitana de la provincia eclesiástica, siguiendo el modelo de la civil, que incluía las diócesis de Metz, Toul y Verdún.
Hacia fines del siglo VI, el cristianismo pudo extenderse y consolidarse gracias al trabajo de los monjes misioneros irlandeses, entre ellos el abad san Columbano, fundador de la abadía de Luxeuil en 590, una de las más importantes y conocidas del Reino franco y matriz de cientos de monasterios en todo el reino gracias a sus numerosos monjes, entre los que destaca san Galo de Arbona.
En el siglo X se reestructuró y amplió la catedral de la arquidiócesis. En este se guarda la Santa Túnica, que según la tradición habría llevado Jesús antes de su crucifixión y que fue descubierta por santa Elena, madre del emperador Constantino I, y entregada al obispo Agrizio. La primera mención de la túnica se remonta al 1 de mayo de 1196 en referencia a la consagración por el arzobispo Juan del altar que guardaba la sagrada reliquia.
La arquidiócesis de Tréveris fue un importante principado eclesiástico del Sacro Imperio Romano Germánico, que se extendía a lo largo del río Mosela entre Tréveris y Coblenza. Desde el siglo XIII el arzobispo tenía el título honorífico de archicanciller de la Galia y del reino de Arles y, a partir de 1356, se convirtió en el segundo en precedencia de los siete príncipes electores. Tuvo el privilegio, por invitación del elector de Maguncia, de emitir el primer voto entre todos los miembros del Reichstag (Dieta) y en las elecciones para el emperador.
A lo largo de los siglos, el principado electoral, perteneciente al círculo o provincia del Electorado del Rin, se había ido extendiendo, mediante compras y donaciones, sobre gran parte del valle del Mosela. El principado eclesiástico había sido parte del círculo imperial electoral del Rin desde el siglo XVI y estaba formado por:
- La tierra electoral con los bailiwicks de Coblenza (sede principesca desde finales del siglo XVII), Tréveris, Saarburg, Schoineck, Bernkastel, la poderosa fortaleza de Ehrenbreitstein en el Rin, Münstel, Cocheim, Boppard, la antigua ciudad imperial de Tréveris, administrado por un vicario episcopal;
- el Lahrgau compuesto por una serie de posesiones en el Wetterau: condado de Nieder Limburg, ducado de Schönburg, Eger, Montabaur, Mayen, Daun;
- el condado episcopal de Worms en unión personal con una parte de la ciudad de Ladenburg perteneciente al cabildo catedralicio de Worms;
- la abadía principesca benedictina de Prüm en unión personal desde 1654, con su propia sede y voto en el Reichstag.

En 1777 se amplió la provincia eclesiástica de Tréveris con las nuevas diócesis de Nancy y Saint-Dié.
El declive de la arquidiócesis y el principado electoral comenzó en 1786 cuando el último elector se mudó a Coblenza. En 1795 todo el territorio de la arquidiócesis y del principado de la margen izquierda del Rin fue ocupado por los franceses y el 29 de noviembre de 1801, mediante la bula Qui Christi Domini del papa Pío VII, se erigió una nueva diócesis de Tréveris en su territorio, correspondiente al departamento de Sarre; al mismo tiempo, Tréveris perdió su rango arzobispal y la diócesis se convirtió en sufragánea de la arquidiócesis de Malinas. El resto de la diócesis y el principado de la margen derecha del Rin experimentaron esta evolución: en 1803 el principado fue secularizado y anexado al Ducado de Nassau, mientras que el territorio de la diócesis, mediante la bula In universalis Ecclesiae del 1 de febrero de 1805, se entregó en administración a Karl Theodor von Dalberg, arzobispo de Ratisbona.
Los cambios políticos posteriores al Congreso de Viena de 1815 dieron como resultado una nueva redefinición de las fronteras y el territorio de la diócesis, que ahora formaba parte de la provincia del Bajo Rin en el Reino de Prusia. El 16 de julio de 1821, como resultado de la bula De salute animarum del papa Pío VII, la diócesis, ahora ubicada en ambas orillas del Rin, pasó a formar parte de la provincia eclesiástica de la arquidiócesis de Colonia; al mismo tiempo adquirió algunas parroquias que habían pertenecido a la suprimida diócesis de Aquisgrán y 130 parroquias de la diócesis de Metz que estaban ubicadas en territorio prusiano. El 16 de agosto del mismo año, la parte restante de la antigua diócesis prenapoleónica, de la que los obispos de Ratisbona todavía eran administradores, se anexó a la nueva diócesis de Limburgo.
La exhibición de la túnica inconsecuente de 1844 proporcionó a Johannes von Rönge, hasta entonces sacerdote católico, el pretexto para dar lugar a la secta cismática de los "católicos alemanes". Movido por el resentimiento por la prédica del obispo de Tréveris Wilhelm Arnoldi, que atribuía poderes taumatúrgicos a la reliquia, llegó a rechazar el celibato eclesiástico, la práctica de la excomunión, las indulgencias y la confesión oral de los pecados. Llegó a tener doscientas comunidades dispersas por toda Alemania, pero en 1911 la secta tenía solo 2000 seguidores, todos en Sajonia, y luego se fusionó con el movimiento católico antiguo.
Durante la época de la Kulturkampf, el obispo Matthias Eberhard fue condenado a nueve meses de prisión y una multa de 130 000 marcos de oro.
En virtud del concordato con Prusia de 1929, se concedió al cabildo de la catedral el privilegio de elegir a sus propios obispos de una lista de nombres propuesta por la Santa Sede, seguida de la nominación formal y canónica por parte del papa.
Los obispos de Tréveris disfrutan del privilegio de adornar el galero del escudo de armas del obispo con diez lazos a cada lado, como los arzobispos.

## Estadísticas
Según el Anuario Pontificio 2024 la diócesis tenía a fines de 2023 un total de 1 294 055 fieles bautizados.
| 1950 | 1 527 000 | 2 005 000 | 76.2 | 1258 | 365 | 1623 | 940  |     | 1230 | 6010 | 909 |                                                                                 |                                                                                 |                                                                                 |                                                                                 |                                                                                 |                                                                                 |                                                                                 |                                                                                 |                                                                                 |                                                                                 |                                                                                 |                                                                                 |
| 1969 | 1 850 977 | 2 601 648 | 71.1 | 1382 | 558 | 1940 | 954  |     | 1094 | 5420 | 873 |                                                                                 |                                                                                 |                                                                                 |                                                                                 |                                                                                 |                                                                                 |                                                                                 |                                                                                 |                                                                                 |                                                                                 |                                                                                 |                                                                                 |
| 1980 | 1 930 293 | 2 313 490 | 83.4 | 1081 | 619 | 1700 | 1135 | 39  | 1035 | 3476 | 978 |                                                                                 |                                                                                 |                                                                                 |                                                                                 |                                                                                 |                                                                                 |                                                                                 |                                                                                 |                                                                                 |                                                                                 |                                                                                 |                                                                                 |
| 1990 | 1 802 456 | 2 485 500 | 72.5 | 1385 | 971 | 414  | 1301 | 63  | 770  | 3300 | 978 |                                                                                 |                                                                                 |                                                                                 |                                                                                 |                                                                                 |                                                                                 |                                                                                 |                                                                                 |                                                                                 |                                                                                 |                                                                                 |                                                                                 |
| 1999 | 1 659 905 | 2 368 000 | 70.1 | 1255 | 862 | 393  | 1322 | 22  | 649  | 2558 | 969 |                                                                                 |                                                                                 |                                                                                 |                                                                                 |                                                                                 |                                                                                 |                                                                                 |                                                                                 |                                                                                 |                                                                                 |                                                                                 |                                                                                 |
| 2000 | 1 646 599 | 2 368 000 | 69.5 | 1234 | 852 | 382  | 1334 | 106 | 620  | 1851 | 969 |                                                                                 |                                                                                 |                                                                                 |                                                                                 |                                                                                 |                                                                                 |                                                                                 |                                                                                 |                                                                                 |                                                                                 |                                                                                 |                                                                                 |
| 2001 | 1 633 383 | 2 368 000 | 69.0 | 1204 | 842 | 362  | 1356 | 117 | 639  | 2392 | 965 |                                                                                 |                                                                                 |                                                                                 |                                                                                 |                                                                                 |                                                                                 |                                                                                 |                                                                                 |                                                                                 |                                                                                 |                                                                                 |                                                                                 |
| 2002 | 1 620 662 | 2 300 000 | 70.5 | 1184 | 830 | 354  | 1368 | 121 | 626  | 2292 | 965 |                                                                                 |                                                                                 |                                                                                 |                                                                                 |                                                                                 |                                                                                 |                                                                                 |                                                                                 |                                                                                 |                                                                                 |                                                                                 |                                                                                 |
| 2003 | 1 609 251 | 2 300 000 | 70.0 | 1103 | 752 | 351  | 1458 | 140 | 624  | 2262 | 965 |                                                                                 |                                                                                 |                                                                                 |                                                                                 |                                                                                 |                                                                                 |                                                                                 |                                                                                 |                                                                                 |                                                                                 |                                                                                 |                                                                                 |
| 2004 | 1 592 042 | 2 500 000 | 63.7 | 1068 | 730 | 338  | 1490 | 143 | 596  | 2178 | 959 |                                                                                 |                                                                                 |                                                                                 |                                                                                 |                                                                                 |                                                                                 |                                                                                 |                                                                                 |                                                                                 |                                                                                 |                                                                                 |                                                                                 |
| 2010 | 1 504 500 | 2 468 000 | 61.0 | 1053 | 730 | 323  | 1428 | 167 | 559  | 1785 | 926 |                                                                                 |                                                                                 |                                                                                 |                                                                                 |                                                                                 |                                                                                 |                                                                                 |                                                                                 |                                                                                 |                                                                                 |                                                                                 |                                                                                 |
| 2014 | 1 437 700 | 2 435 300 | 59.0 | 916  | 658 | 258  | 1569 | 171 | 482  | 2993 | 903 |                                                                                 |                                                                                 |                                                                                 |                                                                                 |                                                                                 |                                                                                 |                                                                                 |                                                                                 |                                                                                 |                                                                                 |                                                                                 |                                                                                 |
| 2017 | 1 382 000 | 2 457 000 | 56.2 | 798  | 598 | 200  | 1731 |     | 626  | 1614 | 887 |                                                                                 |                                                                                 |                                                                                 |                                                                                 |                                                                                 |                                                                                 |                                                                                 |                                                                                 |                                                                                 |                                                                                 |                                                                                 |                                                                                 |
| 2020 | 1 341 880 | 2 261 100 | 59.3 | 804  | 547 | 257  | 1669 |     | 528  | 1464 | 887 |                                                                                 |                                                                                 |                                                                                 |                                                                                 |                                                                                 |                                                                                 |                                                                                 |                                                                                 |                                                                                 |                                                                                 |                                                                                 |                                                                                 |
| 2022 | 1 283 860 | 2 455 500 | 52.3 | 745  | 512 | 233  | 1723 | 5   | 380  | 1050 | 887 |                                                                                 |                                                                                 |                                                                                 |                                                                                 |                                                                                 |                                                                                 |                                                                                 |                                                                                 |                                                                                 |                                                                                 |                                                                                 |                                                                                 |
| 2023 | 1 294 055 | 2 475 000 | 52.3 | 733  | 486 | 247  | 1765 | 5   | 394  | 1060 | 747 | Fuente: Catholic-Hierarchy, que a su vez toma los datos del Anuario Pontificio. | Fuente: Catholic-Hierarchy, que a su vez toma los datos del Anuario Pontificio. | Fuente: Catholic-Hierarchy, que a su vez toma los datos del Anuario Pontificio. | Fuente: Catholic-Hierarchy, que a su vez toma los datos del Anuario Pontificio. | Fuente: Catholic-Hierarchy, que a su vez toma los datos del Anuario Pontificio. | Fuente: Catholic-Hierarchy, que a su vez toma los datos del Anuario Pontificio. | Fuente: Catholic-Hierarchy, que a su vez toma los datos del Anuario Pontificio. | Fuente: Catholic-Hierarchy, que a su vez toma los datos del Anuario Pontificio. | Fuente: Catholic-Hierarchy, que a su vez toma los datos del Anuario Pontificio. | Fuente: Catholic-Hierarchy, que a su vez toma los datos del Anuario Pontificio. | Fuente: Catholic-Hierarchy, que a su vez toma los datos del Anuario Pontificio. | Fuente: Catholic-Hierarchy, que a su vez toma los datos del Anuario Pontificio. |

## Episcopologio

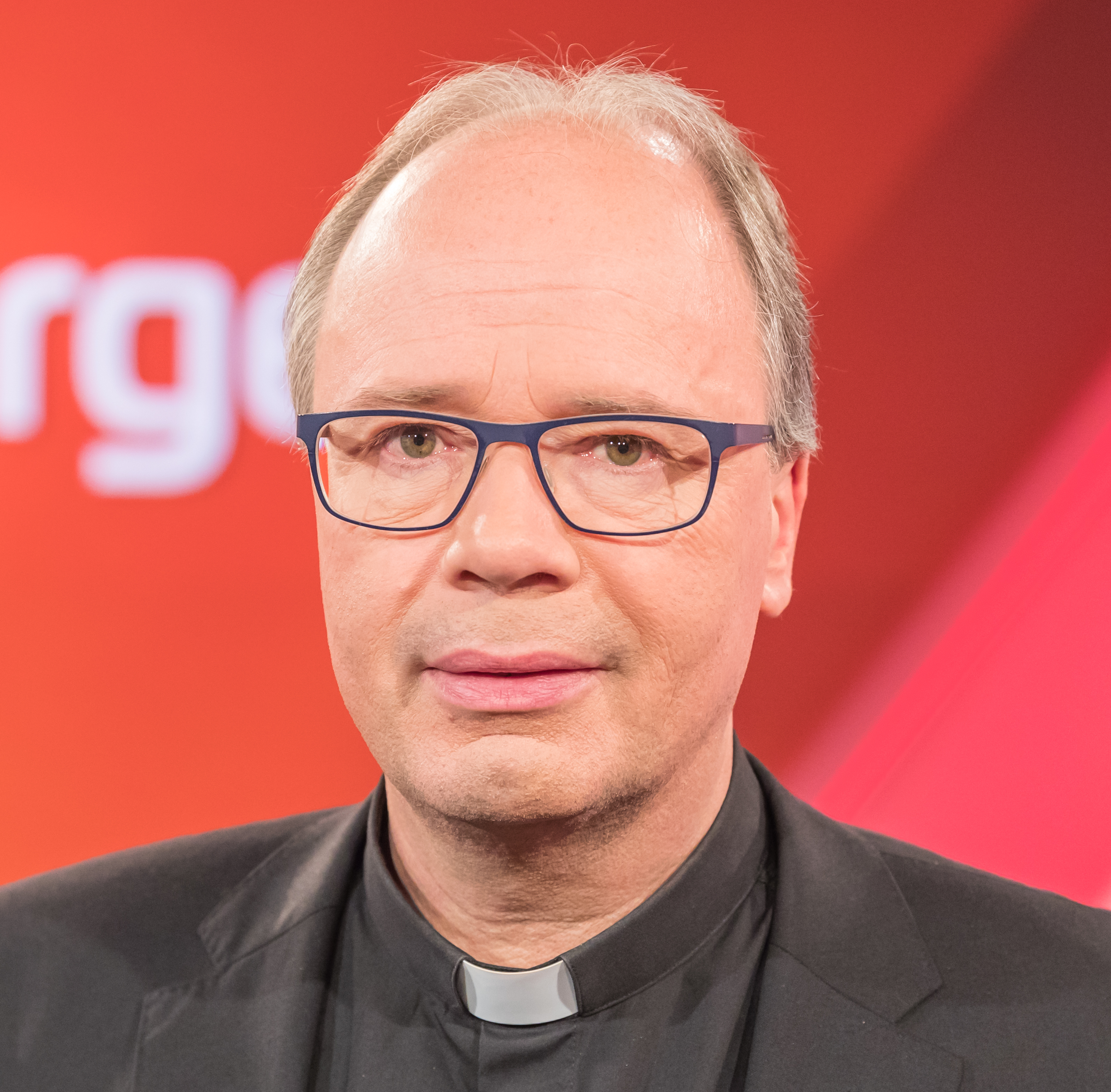
Stephan Ackermann, obispo de Tréveris desde 2009

Hay varios manuscritos antiguos que informan el catálogo episcopal de Tréveris. El más antiguo de estos es de finales del siglo X y se atribuye al obispo Egberto († 993).
- San Eucario (Eucherio) † (siglo III)
- San Valerio †
- San Materno † (antes de 313)[nota 3]
- San Agrizio † (mencionado en 314)
- San Massimino † (antes de 336-después de mayo de 346)
- San Paolino † (circa 347-358 falleció)
- San Bonoso † (358-?)
- San Brittone o Brito † (antes de 374-después de 382)
- San Felice † (386-después de septiembre de 398)
- Mauricio †
- Leoncio †
- San Severino (?) † (antes de 410)
- San Severo † (mencionado en 447)
- San Cirilo †
- Giamblico † (mencionado en 472)
- Enemero †
- San Maro (o Marco) †
- Volusiano †
- San Mileto †
- San Modesto †
- Massimiano †
- San Fibizio (Felice) †
- Rustico †
- San Apruncolo †[nota 4]
- San Nicezio † (526 o 527-después de 561)
- San Magnerico † (antes de 585-después de 587)
- Gunderico †
- San Sabaudo † (mencionado en 614)
- San Modoaldo † (mencionado en 627)
- San Numeriano † (antes de 650-después de 663)
- San Basino † (antes de 698-después de 704)
- San Liutvino †
- Milone † (circa 717-después de 751)[nota 5]
- San Weomado † (antes de 762-8 de noviembre de 791 falleció)
- Richbodo † (circa 791-1 de octubre de 804 falleció)
- Wiso †
- Amalario † (antes de 811 o 812-después de 813 renunció?)[nota 6]
- Hetto † (antes de agosto de 816-27 de mayo de 847 falleció)
- Teutgaudo † (847-octubre de 863 depuesto)[nota 7]
  - Sede vacante (863-870)
- Bertulfo † (febrero o marzo de 870 consagrado-8 o 10 de febrero de 883 falleció)
- Radbodo † (7 de abril de 883 consagrado-30 de marzo de 915 falleció)
- Rotgero † (915-27 de enero de 931 falleció)
- Ruotberto † (931-956 falleció)
- Enrico † (956-964 falleció)
- Teodorico I † (965-5 de junio de 977[nota 8] falleció)
- Egberto † (977-9 de diciembre de 993 falleció)
- Ludolf † (994-19 de marzo de 1008 falleció)
- Megingaudo † (1008-24 de diciembre de 1015 falleció)
- Poppo de Babenberg † (1 de enero de 1016 consagrado-16 de junio de 1047 falleció)
- Eberhard † (28 de junio de 1047-15 de abril de 1066 falleció)
- San Kuno von Pfullingen † (1066-1 de junio de 1066 falleció)
- Udo de Nellenburg † (1066 o 1068-11 de noviembre de 1078 falleció)
- Egilbert von Ortenburg † (6 de enero de 1079-3 de septiembre de 1101 falleció)
- Bruno von Bretten † (13 de enero de 1102-25 de abril de 1124 falleció)
- Gottfried von Falmagne † (antes del 2 de julio de 1124-17 de mayo de 1127 renunció)
- Meginher von Falmagne † (junio de 1127-1 de octubre de 1130 falleció)
- Alberone de Montreuil † (19 de abril de 1131-18 de enero de 1152 falleció)
- Hillin von Falmagne † (28 de enero de 1152-23 de octubre de 1169 falleció)
- Arnold von Valcourt † (1169-25 de mayo de 1183 falleció)
  - Fulmar † (1183-1189) (antiobispo)
- Johann † (20 de octubre de 1190-15 de julio de 1212 falleció)
- Theoderich von Wied † (24 de noviembre de 1212-27 de marzo de 1242 falleció)
- Arnold von Isenburg † (23 de enero de 1245-4 de noviembre de 1259 falleció)
- Heinrich von Finstingen † (agosto de 1260-26 de abril de 1286 falleció)
- Bohemond von Warnesberg † (29 de marzo de 1289-9 de diciembre de 1299 falleció)
- Diether von Nassau, O.P. † (18 de enero de 1300-22 de noviembre de 1307 falleció)
  - Heinrich Virneburg † (1300-1306) (antiobispo)
- Baldwin von Luxemburg † (12 de febrero de 1308-21 de enero de 1354 falleció)
- Bohemond von Saarbrücken † (2 de mayo de 1354-mayo de 1362 renunció)
- Kuno von Falkenstein † (27 de mayo de 1362-21 de mayo de 1388 falleció)
- Werner von Falkenstein † (septiembre de 1388 consagrado-4 de octubre de 1418 falleció)
- Otto von Ziegenhain † (22 de diciembre de 1418-13 de febrero de 1430 falleció)
- Rhaban von Helmstadt † (22 de mayo de 1430-1438 o 1439 renunció)
- Jakob von Sierk † (19 de mayo de 1439-28 de mayo de 1456 falleció)
- Johann von Baden † (25 de octubre de 1456-9 de febrero de 1503 falleció)
- Jakob von Baden † (9 de febrero de 1503 por sucesión-27 de abril de 1511 falleció)
- Richard von Greiffenklau zu Vollrads † (7 de enero de 1512-13 de marzo de 1531 falleció)
- Johann von Metzenhausen † (27 de noviembre de 1531-22 de julio de 1540 falleció)
- Johann Ludwig von Hagen † (10 de diciembre de 1540-23 de marzo de 1547 falleció)
- Johann von Isenburg † (1 de julio de 1547-18 de febrero de 1556 falleció)
- Johann von der Leyen † (9 de marzo de 1556-10 de febrero de 1567 falleció)
- Jakob von Eltz † (22 de agosto de 1567-4 de junio de 1581 falleció)
- Johann von Schönenberg † (26 de enero de 1582-1 de mayo de 1599 falleció)
- Lothar von Metternich † (13 de octubre de 1599-7 de septiembre de 1623 falleció)
- Philipp Christoph von Sötern † (11 de marzo de 1624-7 de febrero de 1652 falleció)
- Karl Kaspar von der Leyen † (7 de febrero de 1652 por sucesión-1 de junio de 1676 falleció)
- Johann Hugo von Orsbeck † (1 de junio de 1676 por sucesión-6 de enero de 1711 falleció)
- Carlo Giuseppe de Lorena † (26 de enero de 1711-4 de diciembre de 1715 falleció)
- Francesco Luigi del Palatinato-Neuburg † (23 de diciembre de 1716-3 de marzo de 1729 renunció)
- Franz Georg von Schönborn-Buchheim † (7 de septiembre de 1729-18 de enero de 1756 falleció)
- Johann Philipp von Walderdorff † (18 de enero de 1756 por sucesión-12 de enero de 1768 falleció)
- Clemente Venceslao de Sassonia † (14 de marzo de 1768-prima del 29 de noviembre de 1801 renunció)[nota 9]
- Charles Mannay † (17 de julio de 1802-9 de octubre de 1816 renunció)
  - Sede vacante (1816-1824)
- Josef Ludwig Alois von Hommer † (3 de mayo de 1824-11 de noviembre de 1836 falleció)
  - Sede vacante (1836-1842)
- Wilhelm Arnoldi † (22 de julio de 1842-7 de enero de 1864 falleció)
- Leopold Pelldram † (27 de marzo de 1865-3 de mayo de 1867 falleció)
- Matthias Eberhard † (20 de septiembre de 1867-30 de mayo de 1876 falleció)
  - Sede vacante (1876-1881)
- Michael Felix Korum † (12 de agosto de 1881-4 de diciembre de 1921 falleció)
- Franz Rudolf Bornewasser † (12 de marzo de 1922-20 de diciembre de 1951 falleció)
- Matthias Wehr † (20 de diciembre de 1951 por sucesión-19 de noviembre de 1966 retirado[nota 10])
- Bernhard Stein † (25 de abril de 1967-5 de septiembre de 1980 retirado)
- Hermann Josef Spital † (24 de febrero de 1981-15 de enero de 2001 retirado)
- Reinhard Marx (20 de diciembre de 2001-30 de noviembre de 2007 nombrado arzobispo de Múnich y Frisinga)
- Stephan Ackermann, desde el 8 de abril de 2009